# Titanic (mini-série, 2012)
Cet article concerne la sérié télévisée. Pour le paquebot transatlantique, voir Titanic. Pour les autres significations, voir Titanic (homonymie).
Titanic est une mini-série télévisée en quatre épisodes créée par Nigel Stafford-Clark, écrite par Julian Fellowes, diffusée en 2012. Cent ans après, cette série met en scène le naufrage du Titanic qui a eu lieu le 14 avril 1912.
C'est l'une des deux séries à très gros budget ayant été diffusées pour le centenaire du naufrage du Titanic, l'autre étant Titanic : De sang et d'acier.

## Synopsis
Le Titanic est le fleuron de la White Star Line : trois ans de construction ont été nécessaires pour le plus luxueux et le plus grand paquebot du monde jamais construit. Son voyage inaugural entre l'Angleterre et New York va rester dans toutes les mémoires…

## Fiche technique
- Titre original : Titanic
- Producteur : Nigel Stafford-Clark, Chris Thompson
- Producteur exécutif : Kate Bartlett (ITV Studios), Simon Vaughan (Lookout Point), Jennifer Kawaja et Julia Sereny (Sienna Films), Howard Ellis et Adam Goodman (Mid Atlantic Films)
- Réalisation : Jon Jones
- Scénario : Julian Fellowes
- Musique : Jonathan Goldsmith
- Pays d'origine :  Canada ;  Royaume-Uni ;  Hongrie
- Langue : anglais
- Format : Couleur - 1,77 : 1
- Genre : Action, Drame, catastrophe
- Durée : 4 x 43–46 minutes
- Dates de premières diffusions :
  -  Canada : 21 mars, 28 mars, 4 avril et 11 avril 2012 sur Global
  -  Royaume-Uni : 25 mars, 1er avril, 8 avril et 15 avril 2012  sur ITV
  -  France : 14 avril 2012 sur TMC

## Distribution
- Linus Roache (VF : Tanguy Goasdoué) : Hugh, comte de Manton
- Perdita Weeks (VF : Jessica Monceau) : Lady Georgiana Grex
- Géraldine Somerville (VF : Micky Sebastian) : Louisa, comtesse de Manton
- David Calder (VF : Marc Cassot) : Capitaine Edward Smith
- Will Keen (VF : Jean-Alain Velardo) : Commandant en second Henry Wilde
- Brian McCardie (en) (VF : Vincent Violette) : 1er officier William McMaster Murdoch
- Steven Waddington (VF : Philippe Vincent) : 2d officier Charles Lightoller
- James Wilby (VF : Hervé Caradec) : Joseph Bruce Ismay
- Glen Blackhall (VF : Arnaud Arbessier) : Paolo Sandrini
- Antonio Magro (VF : Remi Bichet) : Mario Sandrini
- Jenna Coleman (VF : Pamela Ravassard) : Hôtesse Annie Desmond
- Peter McDonald (en) (VF : Eric Aubrahn) : Jim Maloney
- Ruth Bradley (VF : Marie Gamory) : Mary Maloney
- Georgia McCutcheon : Theresa Maloney
- Dragos Bucur (VF : Bertrand Nadler) : Peter Lubov
- Toby Jones (VF : Daniel-Jean Colloredo) : John Batley
- Maria Doyle Kennedy (VF : Danièle Douet) : Muriel Batley
- Lyndsey Marshal (VF : Sylvie Jacob) :  Mabel Watson
- Lee Ross (VF : Bernard Lanneau) : Barnes
- Noah Reid (VF : Tony Marot) : Harry Widener
- Péter Kõszegi : George Widener
- Diana Kent (en) : Eleanor Widener
- Celia Imrie : Grace Rushton
- Peter Wight (VF : Jacques Bouanich) : Joseph Rushton
- Cian Barry : 4e officier Joseph Boxhall
- Ifan Meredith : 5e officier Harold Lowe
- Jonathan Howard (VF : Christophe Desmottes) : 6e officier James Paul Moody
- Stephen Campbell Moore : Thomas Andrews
- Sylvestra Le Touzel : Lady Lucy Duff Gordon
- Simon Paidey Day : Sir Cosmo Duff Gordon
- Lloyd Hutchinson : Chef steward Andrew Latimer
- Ralph Ineson (VF : Bertrand Dingé) : Steward John Hart
- Thomas Aldridge : Steward William Taylor
- Tom Andrews : Matelot Hawkins
- Mike Kelly : Matelot Royce
- Iain McKee (VF : Christophe Desmottes) : Matelot Scott
- Dave Legeno : Matelot Davis
- Luke Norris : Matelot Holmes
- Ben Bishop : Matelot Lyons
- Csongar Veér : Chef d'orchestre Wallace Hartley
- Mátyás Ölveti : Violoniste
- Attila Bardóczy : Serveur
- Sophie Winkleman (VF : Sabeline Amaury) : Dorothy Gibson
- Sally Bankes : Mme Gibson
- Ryan Hawley (VF : Benjamin Bollen) : Jack Thayer
- Christine Kavanagh : Marian Thayer
- Miles Richardson : John Jacob Astor IV
- Angéla Eke : Madeleine Astor
- Olivia Darnley : Bessie Allison
- Larina Meszaros Lorraine Allison
- Preston Hrisko : Hudson Allison
- David Eisner : Benjamin Guggenheim
- Joséphine de La Baume : Léontine Aubart
- Joseph May : Valet Victor Giglio
- Linda Kash : Margaret Brown
- Pandora Colin : comtesse de Rothes
- Izabella Urbanowiez : Alice Cleaver
- Shane Attwooll : Billy Blake
- Tim Downie : Officier de police
- Colm Gormley : Winston Churchill
- Timothy West (VF : Michel Voletti) : Lord Pirrie
- Lee Ross : M.Barnes
- John Kazek : Steward Turnbull
- Mark Lewis Jones : David Evans

- Version française
  - Société de doublage : Mediadub International
  - Direction artistique : Nathalie Raimbault
  - Adaptation des dialogues : Chantal Carrière et Félicie Seurin

## Réalité de l'histoire ou fiction?
Le film présente un grand nombre de faits réels comme la fuite de Bruce Ismay dans le canot pliable C, Jack Thayer qui attend autour du canot B renversé avant d'y prendre place ou encore le grand nombre de personnages réels (Astor, Guggenheim…) mais il montre aussi un grand nombre de faits erronés :
- Harold Lowe ne fut pas chargé à bord du canot C mais du numéro 14.
- La collision avec l'iceberg : Murdoch ordonna « à tribord toute » puis « à bâbord » pour épargner la poupe ; ce n'est pas le cas dans le film.
- Au moment de la collision, Smith était dans sa cabine et arriva sur la passerelle ; or dans le film on le voit inspecter les compartiments avec Andrews.
- Andrews n'a pas ressenti la collision, en réalité il n'a pas pu être avec le capitaine pour inspecter les compartiments quelques secondes après l'impact.
- John Jacob Astor IV n'a pas été écrasé par la cheminée (bien que de la suie fut retrouvée sur son corps)[1].

## Personnages réels
Le film présente un grand nombre de personnages réels contrairement à la plupart des autres films consacrés au même sujet.
Dans l'équipage :
- Edward Smith : Le célèbre capitaine du Titanic
- Henry Wilde : Commandant en second
- William McMaster Murdoch : 1er officier
- Charles Lightoller : 2d officier
- Joseph Boxhall : 4e officier
- Harold Lowe : 5e officier
- James Paul Moody : 6e officier
- Andrew Latimer : Le chef des stewards
- John Hart : Un steward de 3e classe
- William Lyons : Un matelot qui a réussi à nager jusqu'au canot mais est décédé à bord du RMS Carpathia
- Wallace Hartley : Le chef d'orchestre
- William Taylor : Un steward de 1re classe

Les autres membres d'équipage sont fictifs mais certains passagers ont aussi existé :
- John Jacob Astor IV : Homme d'affaires américain, il était le plus riche à bord
- Madeleine Astor : Seconde épouse de John Jacob Astor
- Benjamin Guggenheim : Homme d'affaires et magnat du cuivre américain
- Léontine Aubart : Maitresse française de Benjamin
- Victor Giglio : Valet de Benjamin
- Emma Sägesser : Femme de chambre de Léontine
- George Dunton Widener : Homme d'affaires américain
- Harry Widener :  Jeune homme d'affaires et fils de George
- Eleanor Widener : Femme de George et mère de Harry
- Lucy Christina Duff Gordon : Créatrice de mode américaine et femme de Cosmo
- Cosmo Edmund Duff Gordon : Champion d'escrime américain
- Laura Francatelli : Secrétaire de Lucy Christina
- Hudson Allison : Banquier canadien
- Bessie Allison : Femme d'Hudson
- Loraine Allison : Fille d'Hudson et Bessie
- Trevor Allison : Bébé d'Hudson et Bessie
- Alice Cleaver : Nourrice de Trevor
- Sarah Daniels : Femme de chambre des Allison
- Margaret Brown : Militante et philanthrope
- John Borland Thayer : Vice président des lignes de chemin de fer de Pennsylvanie
- Marian Thayer :  Femme de John Thayer
- Jack Thayer : Fils de John Borland
- Lucy Noël Leslie Martha, comtesse de Rothes
- Roberta Maioni : Femme de chambre de la comtesse
- Dorothy Gibson : Actrice américaine
- Pauline Gibson : Mère de Dorothy
- Joseph Bruce Ismay : Homme d'affaires britannique